# Đạm trúc diệp
Đạm trúc diệp hay còn gọi cỏ lá tre, sơn kê mễ, áp chích thảo, (danh pháp khoa học: Lophantherum gracile) là một loài thực vật có hoa trong họ Hòa thảo. Loài này được Brongn. mô tả khoa học đầu tiên năm 1831.

## Hình ảnh

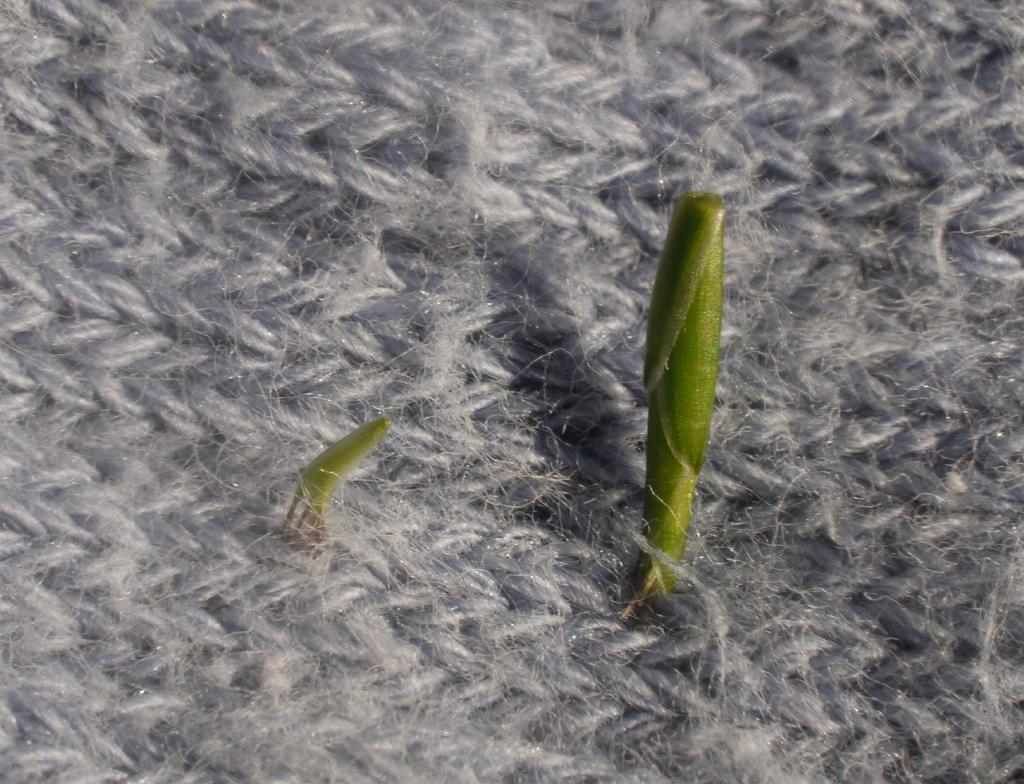